# Jocurile Olimpice de iarnă din 2030
A XXVI-a ediție a Jocurilor Olimpice este un eveniment multi-sportiv internațional major ce va avea loc în 2030 în regiunile franceze Provence-Alpes-Côte d'Azur și Auvergne-Rhône-Alpes. Comitetul Internațional Olimpic a atribuit organizarea Jocurilor Olimpice de iarnă din 2030 Alpilor francezi, la data de 24 iulie 2024, în Sesiunea CIO găzduită de Paris. Organizarea Jocurilor de către Franța este sub rezerva primirii unor garanții financiare din partea guvernului francez până la 31 decembrie 2024..
Franța a fost singura țară candidată la organizarea competiției. Inițial, Suedia și Elveția își anunțaseră intenții de organizare, însă ambele țări s-au retras din cursă înainte de votul de la Paris.